# Tivela stultorum
Tivela stultorum is een tweekleppigensoort uit de familie van de Veneridae. De wetenschappelijke naam van de soort is voor het eerst geldig gepubliceerd in 1823 door Mawe.